# 1041년

## 연호
- 북송(北宋) 강정(康定) 2년 / 경력(慶曆) 원년
- 요(遼) 중희(重熙) 10년
- 일본(日本) 조큐(長久) 2년
- 서하(西夏) 천수예법연조(天授禮法延祚) 4년
- 리 왕조(李朝) 깐푸흐우다오(建符有道) 3년

## 기년
- 고려(高麗) 정종(靖宗) 7년
- 북송(北宋) 인종(仁宗) 19년
- 요(遼) 흥종(興宗) 11년
- 서하(西夏) 경종(景宗) 10년
- 리 왕조(李朝) 태종(太宗) 14년

## 사망
고려의 최사위가 81세로 죽음(961년 출생)